# القبة (ليبيا)
القبة هي مدينة ليبية تقع شمال شرق ليبيا في منطقة الجبل الأخضر على بعد 40 كيلو متر من غرب مدينة درنة، و50 كيلومتر إلى الشرق من مدينة البيضاء، وهي ضمن شعبية درنة، وتتميز بكثرة العيون فيها وبالطبيعة الجبلية والغابات والمراعي كـسائر مناطق الجبل الأخضر.

## المعالم التاريخية
يوجد بالقبة آثار قديمة منها ما يعود لعصور ما قبل التاريخ والمتمثلة في الكهوف المنتشرة بكثرة في أنحاء المدينة، وتتميز بوجود الآثار الرومانية ولعل أشهرها آثار نبع عين القبة القديم، فالأبواب ذات الأقواس والغرف المشيدة لا تزال باقية بمعالمها الرومانية، إضافة إلى الآثار الإسلامية المتمثلة في البناء، حيث لا يزال قائما إلى يومنا هذا وهو (المسجد العتيق) الموجود قرب عين القبة وبجانب السوق القديم للمدينة الذي يعود إلى عصور قديمة جدا.
تعاني الآثار الموجودة بالقبة من إهمال من قبل الدولة الليبية، حيث لم تتم صيانتها بطريقة مقبولة، كما أنه لا توجد حماية لها من أيدي بعض العابثين.

## تاريخ المدينة
تقع القبة على أطراف هضبة الجبل الأخضر الشرقية والتي تنحدر منها منابع أودية تتعرج وتندر في مصابها إلى جهة الشرق وتنعطف لتصب في البحر المتوسط عند مدينة درنة، تتميز هذه المنطقة بتربتها شديدة الخصوبة وبكمية هطول أمطار كبيرة وفرت كميات من المياه خزنت في طبقات قرب سطحية تدفقت في هيئة عيون جارية بمياه عذبة في عدة أمكنة على سفوح هذه الأودية كانت سبب في قيام الاستقرار الحضاري في هذه المنطقة منذ أن قطن بها الإغريق بعد أن اجتازوها في قدومهم الأول في طريقهم إلى (سيرين) شحات حاليا. امتدت الحضارة الإغريقية ومن بعدها الرومانية إلى هذه المنطقة والتي بها شواهد لا زالت حية في هذه المدينة وحولها والتي منها البناء الهندسي الرائع الذي أُقيم على عين القبة والمنازل التي حفرت في ما يعرف اليوم بالحقو (الذي كان سكن لبعض الأسر الليبية إلى عهد قريب) خلف هذه العين والقبور التي اختفت اليوم تحت مباني السكن الحديثة فوق الطريق المزدوج ولعل بعض سكان القبة يتذكر حقفة (عصرانة) وما كان حولها من قبور كانت محفورة في الصخور ومغطاة بأحجار ضخمة وكذلك أحقاف عين الحشن وما أقام عليه الحلفاء مقبرتهم ومعصرة الزيتون التي اكتشفت أمام هذه المقبرة (جراج البلدية حاليا) وكذلك في الحقو الغربي والذي قامت عليه مباني القروض الحديثة وغيرها كثير داخل هذه المدينة وعلى أطرافها والتي شواهدها باقية إلى يومنا هذا، اندثرت الحضارة الرومانية وأهلها وجاء فجر الإسلام وأهله وانتشر وواصلت هذه المنطقة تمد ساكنيها بالماء والكلأ وتعاقبت عليها دويلات إسلامية إلى أن وقعت كسائر الشمال الأفريقي تحت الحكم التركي العثماني الإسلامي، أحتلها الطليان كبقية تراب الوطن في عام 1911، خاض أبنائها مقاومة ضد المحتل في (أدوارهم) المشهورة وسقط كثير منهم وبعد أن يئس العدو من القضاء على المقاومة كانت القبة هي إحدى نقاط التجميع لسكان هذا الجزء من الوطن ليتم بعد ذلك ترحيلهم إلى معتقلات العقيلة والبريقة والتي قضى معظمهم فيها.
نظراً لخصوبة تربة هذه المنطقة وكثرة أمطارها ووفرة عيون المياه بها قام الإيطاليين بالمدينة قرية زراعية أسموها (جوفاني بيرتا) نسبة لأحد جينرالاتهم (على ما أعتقد) بها مشتل زراعي (القرارو) ومزرعة حيوانات هو(شينترو) ومبان ومحلات تجارية ومساكن وأقيمت مزارع حولها للعنب والزيتون واللوز والحبوب وغيرها بينما تشتت من عاد أهلها من المعتقلات في خيامهم على أطراف الصحراء وفي الأحراش الوعرة في الأودية المجاورة.
كانت القبة نقطة إدارية نظراً لتوفر المباني التي تركها المحتل ومن أهم هذه المباني المبنى الإداري والمستشفى الإيطالي الواقع بالقرب من العين والذي استغل في عهد الاستقلال كمستشفى وفي معظمه كمدرسة تخرج منها أجيال كان هم نواة النهضة التعليمية في هذه المدينة وكذلك نقطة جذب لاستقرار أهل هذه المدينة وتزايد أعمارها حتى وصلت إلى حجمها الحالي، مدينة القبة كغيرها من المدن الليبية سجلت بأحرف من نور معارك طاحنة مع العدو الإيطالي ولعل أبرز هذه المعارك معركة بوشمال جنوب المدينة بحوالي 2 كيلو متر، ولا تزال الآثار الإيطالية واضحة المعالم إلى الآن مثل مقر الملاصق لأمانة التعليم بالمدينة والحوش الحمر وكذلك مقر للحكومة الإيطالية بالقرب من الحوش الحمر الآن والذي تسكنه عائلة بو علوية المريمي.

## التقسيم الإداري
تعتبر القبة إحدى البلدات والمدن التي تتبع بلدية درنة.
قبل العام 2006 كانت شعبية القبة تظم إليها إدارياً عشر مؤتمرات هي كالتالي حسب كبرها وكثافتها السكنية بعد القبة المدينة:-
- موتمر الأبرق، والذي يوجد به مطار الأبرق المدني.
- موتمر أم الرزم شرق مدينة القبة بحوالي 60 كم
- مؤتمر التميمي شرق المدينة بحوالي 120 كم
- مؤتمر القيقب غرب المدينة بحوالي 20 كم
- مؤتمر عين مارة شرق المدينة بحوالي 12 كم.
- مؤتمر مرتوبة شرق المدينة بحوالي 60 كم
- مؤتمر المخيلي جنوب المدينة بحوالي 90 كم
- مؤتمر العزيات جنوب شرق المدينة بحوالي 120 كم
- مؤتمر لالي غرب المدينة بحوالي 25 كم

وفي عام 2006 تم ضم القبة إلى شعبية درنة، لتكون القبة بكل مؤتمراتها تابعة لشعبية درنة، وحاليا بلدية درنة.

## الأحياء السكنية
عين الحشن - حي المجد - حي القبة الجنوبية - دوغوش - حي الثلاث مية - الشعبية المصرية - العمارات - ابشاره - الجريولة - حي الدائري - شارع إبراهيم بكار - الشيشان - الخمسة - طريق ال14 - لملودا - الشعبية المسوسة.
يوجد بالقبة مستشفى عام، وكذلك عدد ثلاث معاهد عليا هي - معهد أفريقيا وهو تابع للقطاع الخاص - معهد إعداد المعلمين وتحول حالياً إلى كلية إعداد المعلمين وتابع بالكامل لجامعة عمر المختار - المركز المهني العالي لإعداد المدربين، كما يوجد فرع لجامعة عمر المختار بالقسمين العلمي والأدبي، حيث تحتوي الجامعة على كليات الهندسة والبيطري والآداب والقانون وعلم النبات والاقتصاد واللغات .

## اقتصاد المدينة
تعد مركزًا للتجارة في الشرق وتحتوي على عدة مستودعات لاستيراد البضائع فيوجد بها رؤوس أموال متوسطة حيث تشحن إلى باقي المناطق إلا أن ثروتها تتمثل في مواردها الأساسية وهي حرفتين رئيستين هما الزراعة وتربية المواشي - حيث وصل عدد المزارع المنتجة إلى حوالي 270 مزرعة والعدد في زيادة نتيجة استصلاح أراضي كانت مهملة والآن تمنح الدولة قروض للتحول إلى الإنتاج مما زاد في عدد هذه المزارع إضافة إلى وجود المصرف الزراعي بالمدينة والذي منح عدة قروض كبيرة إلى مربي المواشي وكذلك إلى نشاط تربية النحل وهي من المناطق المشهورة على مستوى ليبيا
في إنتاج العسل الطبيعي ولعل العامل المساعد في ذلك هو عامل الطبيعة المتمثل في وجود الغابات والمساحات الخضراء الكبيرة.
أقرب مطار مدني للقبة هو مطار الأبرق الذي يقع 25 كيلومتر غرب القبة وهو مخصص للرحلات الداخلية فقط وتستعمله بعض شركات النفط لتسيير بعض رحلاتها الداخلية. جميع رحلات هذا المطار هي ما بين الأبرق، وطرابلس (العاصمة الليبية).
إضافة إلى ذلك ومن خلال القروض التي تم منحها للمواطنين تم تشييد العديد من الأحياء الجديد بالمدينة مثل حي الضمان بالقرب من عمارات الضمان الاجتماعي.
الأحياء الجديدة في حاجة ماسة جداً إلى البنية التحتية السليمة، فهي تفتقر إلى شبكات الصرف الصحي والمياه، كما أن شبكات الكهرباء فيها تعتبر مؤقتة وسيئة، ولا توجد بالأحياء الجديدة إنارة حتى اليوم.